# Marie Liljegren
Anna Maria (Marie) Liljegren, född 2 mars 1786, död 23 mars 1856 i Norrköping, var en svensk textilkonstnär.
Hon var dotter till hökaren och kontrollören vid Djurgårdsvarvet Gabriel Engel och Maria Magdalena Westerlund samt bror till Abraham Engel. Hon var från 1824 gift med riksantikvarien Johan Gustaf Liljegren. Hennes konst består av broderier och hon medverkade i Konstakademiens utställning 1805 med ett broderat landskap.